# FC Steinfort
Der FC Steinfort ist ein luxemburgischer Fußballverein aus Steinfort.

## Geschichte

Logo während der Kooperation mit Sporting Lissabon

Der Klub wurde 1923 unter dem Namen FC Steinfort gegründet, 1940 während der deutschen Besatzung in FK Steinfort zwangsumbenannt, bevor man 1944 den Namen FC Sporting Steinfort annahm. 2007 ging der portugiesisch geprägte Verein eine Kooperation mit Sporting Lissabon ein und nannte sich ab sofort Sporting Club Steinfort. Im ersten Jahr nach der Fusion belegte der SCS in der Abschlusstabelle der Ehrenpromotion (zweithöchste Spielklasse) den dritten Rang und schaffte durch einen 2:0-Sieg gegen den Drittletzten der Nationaldivision, den FC Wiltz 71, erstmals den Aufstieg in die höchste luxemburgische Spielklasse. In der darauffolgenden Saison 2008/09 stieg der SC Steinfort allerdings als Zweitletzter direkt wieder ab. Im Luxemburger Fußballpokal gelang in jener Spielzeit mit dem Erreichen des Viertelfinals der bislang größte Erfolg. Nach dem Abstieg bis in die Drittklassigkeit verpasste Steinfort als Zweiter der 1. Division, 2. Bezirk 2012 den Wiederaufstieg in die Ehrenpromotion im Barragespiel gegen Young Boys Diekirch durch eine 4:6-Niederlage im Elfmeterschießen (2:2 n. V., 4:6 i. E.). Während der Kooperation mit Sporting Lissabon waren die Vereinsfarben Grün und Weiß und bezogen sich, ebenso wie das Vereinslogo, auf den portugiesischen Klub. 2019 wurde die Kooperation wieder gelöst und der luxemburgische Klub änderte seine Vereinsfarben auf das ursprüngliche Rot und Weiß und nahm wieder den Gründungsnamen FC Steinfort an. Die Hinrunde der Saison 2021/22 war der ehemalige algerische Nationalspieler Ismaël Bouzid Cheftrainer des Verein. Am Ende der Spielzeit stieg die Mannschaft dann als Tabellenvorletzter in die viertklassige 2. Division – 2. Bezirk ab. Doch der Verein schaffte unter Trainer Davide Colombe zwei Jahre später den Wiederaufstieg in die Drittklassigkeit.

## Vereinsnamen
- 1923–1940: FC Steinfort
- 1940–1944: FK Steinfort
- 1944–2007: FC Sporting Steinfort
- 2007–2019: Sporting Club Steinfort
- 2019–0000: FC Steinfort

## Bekannte Spieler und Trainer
- Stéphane Gillet (2009–2010)
- Ismaël Bouzid (2021)